# تکیه بیگلربیگی

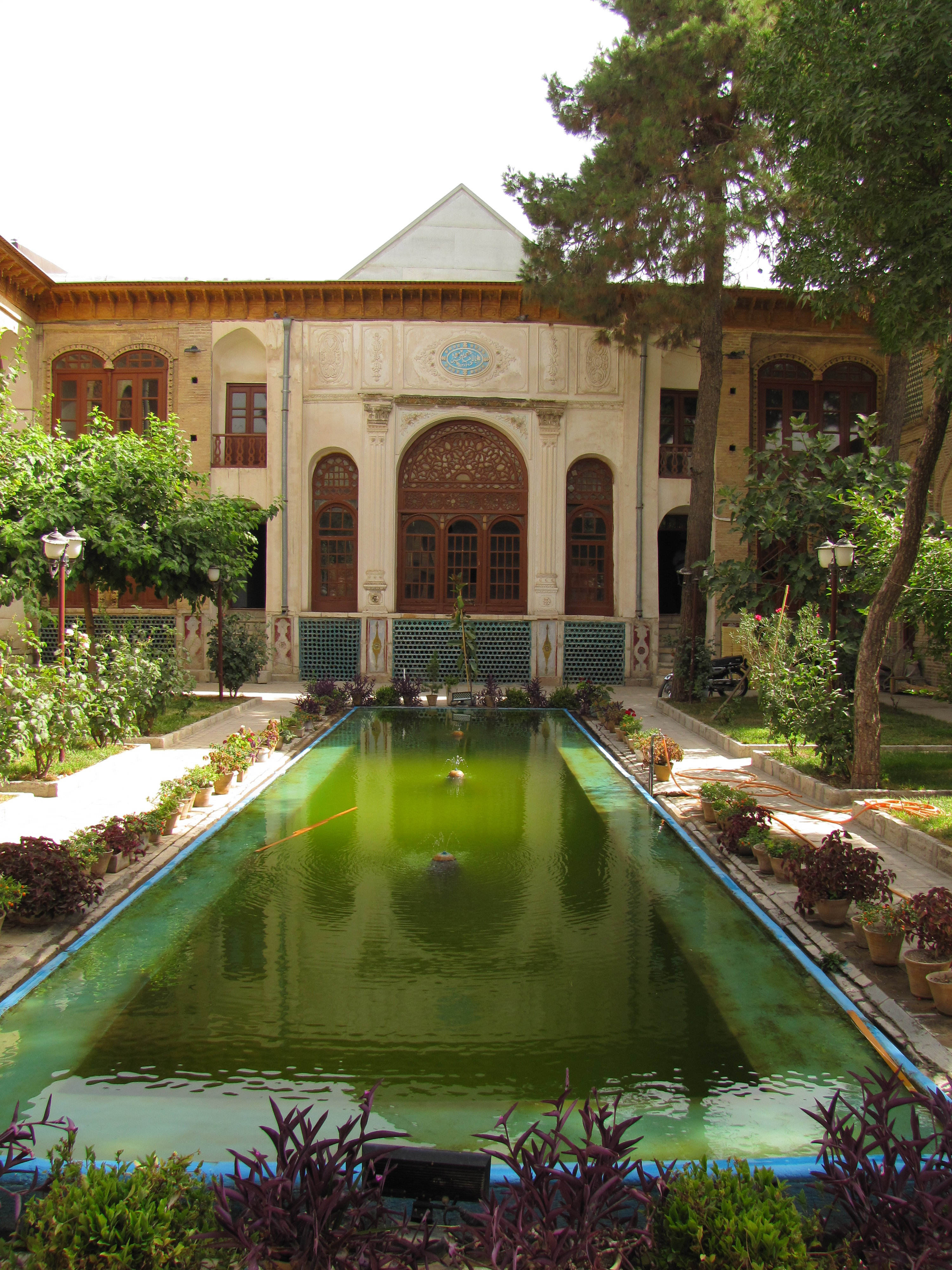

تکیۀ بیگلر بیگی یا عمارت فراش‌باشی تکیه‌ای است در بافت کهن شهرکرمانشاه در خیابان مدرس این بنا در محلۀ قدیمی فیض‌آباد و در کوچۀ بیگلری مقابل کوچۀ صارم‌الدوله واقع شده‌است. این تکیه که در زمان قاجار به همت عبدالله خان ملقب به بیگلربیگی ساخته شده، از لحاظ آئینه کاری در میان تکیه‌های کرمانشاه بی‌نظیر است. در سمت غربی حیاط، تالار آئینه‌کاری بزرگی ساخته شده که به حسینیه معروف است. این تالار با تزئینات عالی و کتیبه‌های متعددی مربوط به دوران سلطنت مظفرالدین شاه مزین شده و در دو سوی دیگر، اتاق وسیع مهمانخانه بیگلربیگی واقع گردیده‌است. در حال حاضر تکیۀ بیگلربیگی به‌عنوان محل دو موزه خط و کتابت کرمانشاه و موزه پارینه‌سنگی زاگرس مورد بازدید عموم قرار می‌گیرد. در موزۀ خط و کتابت، اسناد و نسخ خطی قدیمی و از آن‌چمله اسنادی مربوط به خانوادۀ بیگلربیگی به نمایش گذاشته شده‌است.

## درب‌های ورودی
این تکیه دارای سه درب ورودی است. ورودی اصلی آن در جبهه جنوب شرق قرار دارد. سر در ورودی به وسیله مقرنس‌های گچی و گچ‌بری‌های برجسته تزیین شده‌است.
همچنین در دو طرف ورودی دو ردیف طاق‌نما دیده می‌شود، طاق‌نمای ردیف پایین مانند سر در ورودی با مقرنس‌های گچی و گچبری‌های زیبا تزیین شده‌است، اما داخل طاق‌نماهای ردیف فوقانی با پیکره‌های گچی از شخصیت‌های دوره قاجاریه زینت یافته‌است. پس از سردر ورودی فضای هشتی قرار دارد در دیوارهای این فضا طاقچه‌هایی ایجاد شده و سقف آن با رسم بندی‌های آجری تزیین شده‌است.
در ضلع شمالی هشتی درگاه چوبی وجود دارد که از طریق آن می‌توان وارد خانه‌های وابسته به تکیه شد. پس از هشتی دالان نسبتاً درازی قرار دارد که به حیاط اصلی تکیه منتهی می‌شود. سقف دالان نیز با تزیینات معلقی مزین شده‌است.
در ضلع جنوبی دالان دو درگاه چوبی ایجاد شده‌است که از طریق آن‌ها می‌توان به خانه‌های جبهه جنوبی تکیه دسترسی یافت. در ضلع شمالی ورودی دیگری که به کوچه بن‌بست منتهی می‌شود. از طریق این ورودی می‌توان به فضاهای مسکونی ضلع شمالی تکیه دسترسی پیدا کرد. هم چنین ورودی سوم در جبهه جنوب غربی قرار دارد.

## حیاط تکیه
این تکیه حیاط نسبتاً وسیعی دارد که کف ان در حدود ۲/۵ متر از کف خیابان پایین‌تر است. در وسط حیاط نیز حوض بزرگی قرار گرفته‌است. این حیاط در ماه محرم، میزبان جمعیت انبوه عزاداران حسینی است.
با توجه به چنگک‌های باقی‌مانده در قسمت ایوان غربی به نظر می‌رسد در فصل زمستان نیز با برپایی چادر در این حیاط از عزاداران استقبال می‌شده‌است. اطراف حیاط با فضاهای متعددی احاطه می‌شده‌است، بخش شمال شرقی و جنوبی حیاط کارکرد مسکونی داشته و در بخش غربی نیز گنبد خانه حسینی قرار گرفته‌است و بخش شرقی حیاط شامل فضاهایی دو طبقه است.

## اتاق‌های تکیه
این تکیه دارای ۲۴ اتاق است که در طبقه اول، راه دسترسی به این اتاق‌ها از طریق پلکان‌های داخل حیاط صورت می‌گیرد. کف اتاق‌ها یک متر بالاتر از کف حیاط است. در داخل هر کدام از این اتاق‌ها طاقچه‌های متعددی و جود دارد که به صورت دو طبقه هستند که از طبقه دوم برای نگهداری وسایل مهم تر استفاده می‌کردند. در داخل هر اتاق ۱۶ طاقچه وجود دارد که برای نگهداری وسایل از آن استفاده می‌کردند.
در ضلع شمال شرقی حیاط، یک آشپزخانه وجود دارد که در ایام محرم برای تهیه غذای عزاداران مورد استفاده قرار می‌گرفته‌است.
بخش جنوبی حیاط شامل چهار فضا است که سه فضای ان دارای ارسی است. راه دسترسی به این فضاها از طریق پلکان سنگی داخل حیاط صورت می‌گیرد کف این فضا نیز حدود یک متر بالاتر از کف حیاط است.
بخش شمالی حیاط دارای دو طبقه و یک زیر زمین است؛ که راه دسترسی به زیرزمین از طریق پلکانی در حیاط صورت می‌گیرد. زیرزمین تکیه شامل حوض‌خانه، محل استراحت تابستانی و تعدادی اتاق است. پنجره‌های زیرزمین به پنجره‌های مشبک یا زنبوری معروف است که در واقع کار بادگیر را انجام می‌دهد.
سقف حوض‌خانه و استراحت گاه تابستانی با تیرهای چوبی و تخته کوبی پوشیده شده‌است و اتاق‌های اطراف دارای طاق‌های آجری است. سقف هر یک از این اتاق‌ها با گچ‌بری‌های زیبایی تزیین شده‌است.
هم چنین در حدفاصل حوض‌خانه و استراحتگاه دو ستون زیبای چوبی وجود دارد که ساقهٔ ستون‌ها به صورت چندوجهی و سر‌ستون‌ها از نوع سرستون‌های چوبی است. این مجموعه به شیوه مقرنس کاری تزیین شده‌است. در طبقهٔ اول بخش شمالی، شاه‌نشین قرار دارد و اطراف ان را فضاهای متعددی احاطه کرده‌است. فضای شاه‌نشین مشرف به حیاط دارای ارسی چوبی بسیار زیبایی است دو طرف ارسی با ستون‌نماهای گچی تزیین شده‌است.
در تکیۀ بیگلبیگی یک حمام نیز وجود دارد که تا سال‌های میانی دهۀ ۱۳۹۰ مالکیت خصوصی داشت، اما پس ازآن به تملک ادارۀ میراث فرهنگی استان کرمانشاه درآمد. اقدامات اولیه برای مرمت این حمام در تابستان ۱۴۰۱ انجام شد که طی آن برخی از الحاقات به حمام که جزو معماری آن نبود حذف شد.

## موزه خط و کتابت
در سال ۱۳۸۳ موزه‌ای با عنوان خط و کتابت در محل تکیه بیگلربیگی افتتاح شد که در این موزه اسناد و مدارک و مستندات تاریخی و نسخ خطی نگهداری و در معرض دید بازدیدکنندگان قرار گرفته‌است.

## موزۀ پارینه‌سنگی زاگرس
موزه پارینه سنگی زاگرس که تنها موزۀ پارینه سنگی خاورمیانه است، در فضاهای ضلع جنوبی این تکیه قرار دارد. این موزه در سال ۱۳۸۶ تأسیس شده و مجموعه‌ای از ابزاآلات سنگی و استخوان‌های انسان از دوره‌های پارینه سنگی مربوط به کرمانشاه و مناطق دیگر ایران و جهان در آن نگهداری می‌شود.

## موزۀ چوب
فضایی به مساحت ۲۰۰ متر مربع در تکیه بیگلربیگی به موزۀ چوب کرمانشاه اختصاص داده شده است. این موزه در ۲۴ اسفند ۱۴۰۳ افتتاح شده و آثار منبت‌کاری و پیکرتراشی از چوب در آن نگهداری می‌شود.

## ثبت تکیه
این تکیه در تاریخ ۱۹ آذر ۱۳۷۵ به شمارهٔ ۱۷۹۷ در فهرست آثار ملی به ثبت رسیده‌است. در سال ۱۳۸۰ میراث فرهنگی آن را خریداری کرد و در سال‌های ۱۳۸۱ و ۱۳۸۲ مرمت شد و در سال ۱۳۸۳ به عنوان موزهٔ خط و کتابت افتتاح شد. در سال ۱۳۸۷ در ضلع جنوبی بنای موزهٔ پارینه سنگی زاگرس توسط میراث فرهنگی افتتاح شد

### ثبت علم تکیه
همچنین عَلَم تکیۀ بیگلربیگی که در مراسم عزاداری محرم مورد استفاده قرار می‌گیرد و قدمت آن به دوران قاجار می‌رسد نیز در روز ۱۳ اسفند ۱۴۰۲ در فهرست میراث ملی ایران به ثبت رسید.

## بخش‌های واگذارشدۀ تکیه
مساحت تکیه در گذشته ۴ هزار متر بوده و در ناحیۀ چپ و راست درب ورودی اصلی امتداد داشته‌است. در گذشته از خانۀ سمت چپ تکیه مشرف به تکیه بوده برای مهمانان غریبه و از سمت راست تکیه برای نگهداری چارپایان و از درب اصلی برای مهمانان درجه یک استفاده می‌شده‌است. در حال حاضر به دلیل واگذاری قسمت‌هایی از بنا ازجمله مهمان‌خانه و محل نگهداری چارپایان مساحت بنا به حدود ۲ هزار متر رسیده‌است.

## معماری بنا
نوع معماری این تکیه مربوط به دورهٔ قاجار و به شکل هلالی است. در ضلع غربی از نوع معماری زندیه استفاده شده که به شکل هشتی است و محل دارالحکومۀ عبدالله‌خان و نیز محل زندگی برادران و پسرهای وی بوده‌است.

## بازدید
تکیۀ بیگلربیگی تنها در ساعات اداری امکان بازدید دارد و در روزهای جمعه و تعطیلات رسمی نیز غیرقابل بازدید است. این وضعیت با انتقاداتی همراه بوده و سبب شده تا گردشگران برای بازدید از این بنای تاریخی با مشکل مواجه شوند.

## مرمت
در دی ۱۴۰۱ معاون میراث‌فرهنگی استان کرمانشاه از آغاز مرمت اضطراری این تکیه شامل دفع رطوبت، رنگ‌آمیزی، اندودکاری و تعویض تیر چوب‌های فرسوده خبر داد.
مرمت سالانۀ تکیۀ بیگلربیگی طی ماه خرداد ۱۴۰۲ انجام شد که طی آن در و پنجره‌های چوبی، گچ‌بری‌ها و آجر‌های آسیب‌دیده مرمت شد.

## نگارخانه

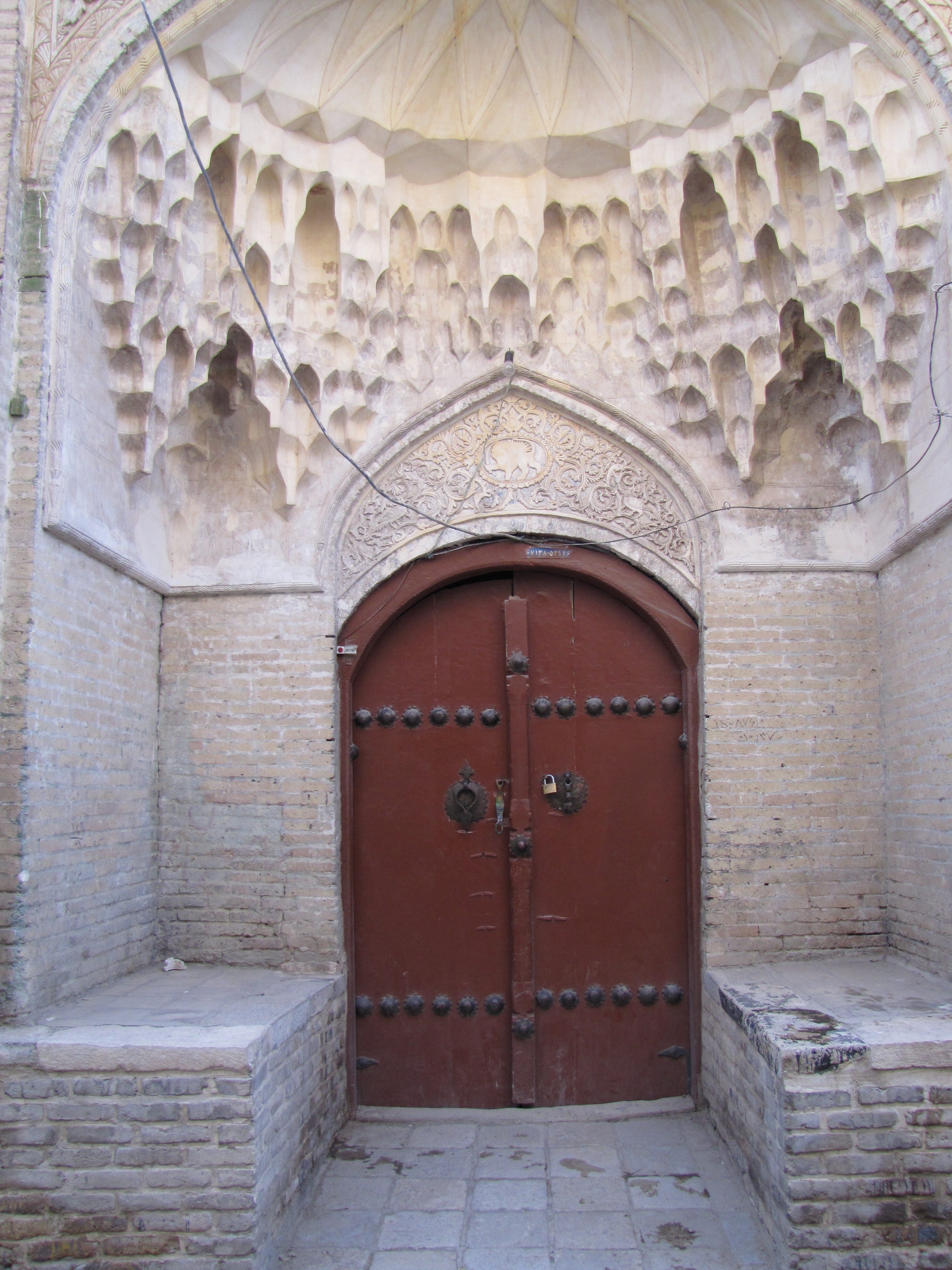
نمای حسینیه
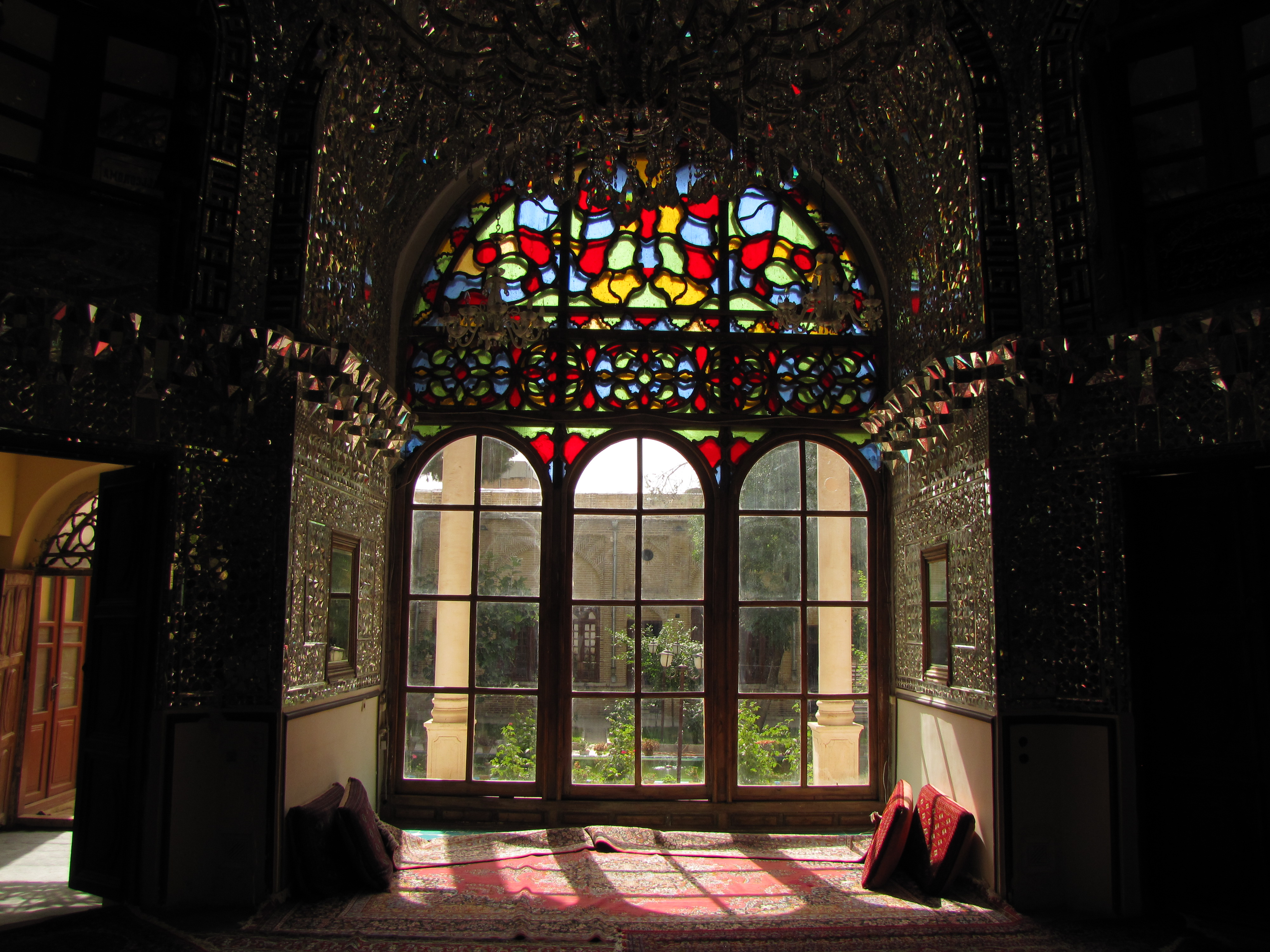
نمایی از پنجره‌های تکیه